# Referendum o rabi konoplje
Referendum o pridelavi, predelavi, prometu in uporabi konoplje v medicinske namene ter o gojenju in posedovanju konoplje za omejeno osebno rabo je posvetovalni referendum, ki je potekal 9. junija 2024. Na isti dan sta bila izvedena še referendum o prostovoljnem končanju življenja ter referendum o preferenčnem glasu, prav tako so na isti dan potekale volitve v evropski parlament. Volivci so odločali o dveh vprašanjih, ki sta bili na ločenih glasovnicah.

## Ozadje

### Trenutna ureditev

#### V medicini
Po vladni spremembi uredbe o razvrstitvi prepovedanih drog na začetku leta 2017, je omogočena uporaba konoplje v medicinske namene (tudi deli rastline). Sintezni in naravni ekstrakti konoplje so v medicinske namene dovoljeni že od leta 2014. Gojenje je dovoljeno le za prehrambene in industrijske namene na podlagi dovoljenja ministrstva za kmetijstvo.

#### Osebna raba
V Sloveniji je rekreativna uporaba konoplje za osebno rabo dekriminalizirana (vendar še vedno prepovedana). Prodaja in druge dejavnosti, povezane s prodajo, so kaznive.

### Pretekle aktivnosti na področju osebne rabe
Piratska stranka je do 3. oktobra 2016 pod spletno peticijo, ki poziva k popolni legalizaciji konoplje, zbrala več kot 15.000 podpisov. Skupaj s podmladkom SMC so nato na podlagi peticije pripravili predlog zakona. Podpise so 18. januarja 2018 izročili predsedniku državnega zbora Milanu Brglezu. Predlog zakona, ki ga je februarja 2018 v državni zbor vložila največja koalicijska stranka SMC, ni bil sprejet. 

### Razpis referenduma
Zaveza o uzakonitvi medicinske rabe konoplje je prisotna v koalicijski pogodbi 15. vlade Republike Slovenije. V začetku marca 2024 je največja koalicijska stranka Gibanje Svoboda v državnem zboru vložila predlog za posvetovalni referendum z vprašanjem "Ali ste za to, da bi bila v Republiki Sloveniji pridelava, predelava, promet in uporaba konoplje v medicinske namene dovoljena?". Zaradi opozoril zakonodajnopravne službe, da je vprašanje nejasno in zavajajoče, so v poslanski skupinah Svobode in Levice prvotno vprašanje spremenili in v dve vprašanji:  "Ali naj Republika Slovenija na svojem ozemlju dopusti gojenje in predelavo konoplje v medicinske namene?" in "Ali naj Republika Slovenija na svojem ozemlju dopusti gojenje in posedovanje konoplje za omejeno osebno rabo?". Opozicijski SDS in NSi sta najprej na seji odbora za zdravstvo in nato še na seji državnega zbora protestirali proti načinu spreminjanju vprašanja in trdili, da gre za zlorabo parlamentarnega postopka. Obe stranki sta obstruirali glasovanji na odboru in na seji DZ. Predlog o razpisu posvetovalnega referenduma je bil v DZ sprejet z 42 glasovi za in 0 proti. Opozicija je glasovanje obstruirala, poslanci koalicijske stranke SD pa so bili vzdržani.

## Referendumska kampanja

### Podporniki
Prijavljeni kot organizatorji:
Politične stranke: Gibanje Svoboda, SD, Levica, Zeleni Slovenije, SMS - Zeleni, Vesna, Pirati.
Pravne osebe: Mladi Zeleni Slovenije, Zelena akademija Slovenije.

### Nasprotniki
Prijavljeni kot organizatorji:
Politične stranke: SDS, NSi, SLS, Glas za otroke in družine.
Pravne osebe: Slovensko združenje za kronične nenalezljive bolezni.

### Javnomnenjske raziskave
| Datum            | Izvajalec | Vzorec | Glasovnica  | ZA   | PROTI | Razlika | Ne vem | Ne povem | Sklic  |
| 3.-6. junij 2024 | Ninamedia | 629    | v medicini  | 73,4 | 21,4  | +52,0   | 5,2    | 5,2      | [ 21 ] |
| 3.-6. junij 2024 | Ninamedia | 629    | osebna raba | 48,6 | 43,2  | +5,4    | 8,2    | 8,2      | [ 21 ] |
| 3.-5. junij 2024 | Mediana   | 734    | v medicini  | 70,1 | 22,8  | +47,3   | 7,1    | 7,1      | [ 22 ] |
| 3.-5. junij 2024 | Mediana   | 734    | osebna raba | 45,7 | 45,7  | 0,0     | 8,6    | 8,6      | [ 22 ] |
| 27.-30. maj 2024 | Ninamedia | 1000   | v medicini  | 74,9 | 19,6  | +55,3   | 5,5    | 5,5      | [ 23 ] |
| 27.-30. maj 2024 | Ninamedia | 1000   | osebna raba | 49,5 | 41,1  | +8,4    | 9,4    | 9,4      | [ 23 ] |
| 21.−24. maj 2024 | Mediana   | 713    | v medicini  | 71,2 | 22,0  | +49,2   | 6,6    | 0,2      | [ 24 ] |
| 21.−24. maj 2024 | Mediana   | 713    | osebna raba | 49,6 | 39,9  | +9,6    | 10,2   | 0,3      | [ 24 ] |

### Predvolilne oddaje
| Datum           | Čas   | Medij         | Program    | Voditelj                | Naslov                                                                    | Gosti | Gosti | Vir    |
| Datum           | Čas   | Medij         | Program    | Voditelj                | Naslov                                                                    | Zagovorniki | Nasprotniki                                                                                               | Vir    |
| --------------- | ----- | ------------- | ---------- | ----------------------- | ------------------------------------------------------------------------- | --- | --- | ------ |
| Sreda 5. junij  | 17.00 | RTV Slovenija | Radio Prvi | Nataša Mulec Jure Čepin | Studio ob 17h: Referendumsko soočenje o uporabi konoplje                  | Sara Žibrat (Svoboda) Gorazd Prah (SD) Vlado Oder (Levica) Nejc Škof (Zeleni) Renato Volker (SMS) Urška Orehek (Pirati) Nada Pavšer (DZAS) Jaka Petrovič (Mladi Zeleni)                       | Bernard Špacapan (ZKNB) Milan Krek (SDS) Vida Čadonič Špelič (NSi) Nina Strah (SLS) Angelca Likovič (GOD) | [ 25 ] |
| Četrtek 30. maj | 20.00 | RTV Slovenija | TV SLO 1   | Erika Žnidaršič         | Referendum 2024: Gojenje konoplje v medicinske namene ali za osebno rabo? | Matej Grah (Svoboda) Gorazd Prah (SD) Katja Sluga (Levica) Klemen Belhar (Vesna) Nejc Škof (Zeleni) Renato Volker (SMS) Urška Orehek (Pirati) Nada Pavšer (DZAS) Jaka Petrovič (Mladi Zeleni) | Matej Košir (ZKNB) Milan Krek (SDS) Mojca Erjavec (NSi) Nina Strah (SLS) Aleš Primc (GOD)                 | [ 26 ] |